# Arthur Peel, 1:e viscount Peel
Arthur Wellesley Peel, från 1895 viscount Peel, född 3 augusti 1829, död 24 oktober 1912 på sitt gods Sandy i Bedfordshire, var en  brittisk politiker. Han var yngste son till Robert Peel och far till William Peel, 1:e earl Peel.
Peel anslöt sig till liberalerna och var 1865-1895 medlem av underhuset. Han innehade 1868-1874 och 1880-1884 olika understatssekreterarposter i Gladstones båda första ministärer (däribland den i inrikesministeriet 1880-1884) samt valdes 1884 till underhusets talman.
Som talman vann Peel alla partiers aktning genom sträng opartiskhet, taktfull värdighet och grundlig kännedom om underhusets regler och sedvänjor.  Den posten innehade han till april 1895, då han som viscount Peel fick säte i överhuset. Bland annat som ordförande i en 1896-1899 verksam kommission ägnade Peel grundligt arbete åt den brittiska alkohollagstiftningens reformering i nykterhetsvänlig riktning.